# القوات المسلحة الوطنية

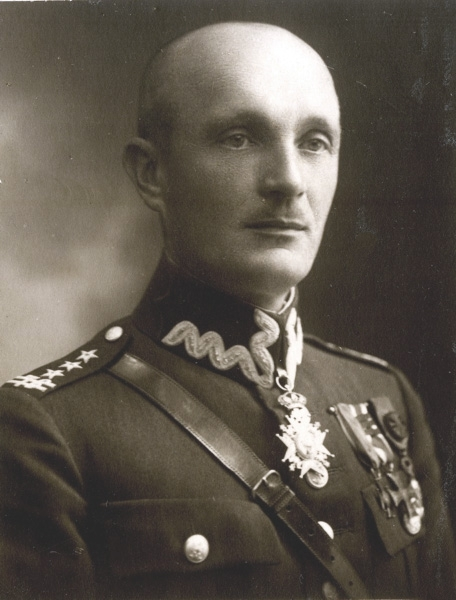
كان العقيد إيجنيزي أوزيوفيتش أول قائد للقوات المسلحة الوطنية

كانت القوات المسلحة الوطنية ( NSZ ؛ البولندية: Narodowe Siły Zbrojne) منظمة عسكرية بولندية يمينية سرية تابعة للديمقراطية الوطنية تعمل منذ عام 1942. خلال الحرب العالمية الثانية، قاتلت قوات الأمن ضد ألمانيا النازية والحزبية الشيوعية. كانت هناك أيضا حالات معارك مع الجيش المنزلي . في نهاية الحرب، تعاونت العديد من الوحدات والهياكل في هذه المنظمة بشكل واضح مع النازيين والجستابو (حالة لواء الصليب المقدس الجبلي وهوبرت جورا ). متهم بمعاداة السامية. كما لم تقدم معظم وحدات NSZ إلى الحكومة البولندية في المنفى وأجرت معارك أخوية مع تشكيلات حزبية بولندية أخرى. في بولندا ما بعد الحرب، قاتلت NSZ مع السلطات الشيوعية. تم حل القوات المسلحة الوطنية رسميا في عام 1947.

## جرائم ضد الأقليات
ارتكبت NSZ جرائم ضد الأقليات، بما في ذلك:
- مقتل ما يقرب من 200 من القرويين الأوكرانيين في Wierzchowiny، مقاطعة كراسنيستاو.[9]
- سجل المؤرخان إسرائيل غوتمان وشموئيل كراكوفسكي 120 حادثًا قتلت فيها القوات المسلحة الوطنية وجيش الوطن اليهود.

## قادة القوات المسلحة الوطنية
- العقيد Ignacy Oziewicz (IX 1942 - VI 1943)
- العقيد تاديوس كورسيوس (الثامن 1943 - الرابع 1944)
- العقيد ستانيسلاو نكونيكزنيكوف-كلوكوفسكي (الرابع 1944 - السابع 1944)
- الجنرال تاديوس ياسترزوبسكي (السابع 1944 - 1944)
- العقيد ستانيسو ناكونيتشنيكوف-كلوكوفسكي (X 1944)
- الجنرال زيجمونت برونيفسكي (X 1944 - الثامن 1945)
- العقيد ستانيساو كاسنيكا (الثامن 1944 - الثاني 1947)